# Литвиново (Раменский район)
Литви́ново — деревня в Раменском муниципальном районе Московской области. Входит в состав сельского поселения Сафоновское. Население — 540 чел. (2010).

## Название
В 1447 году упоминается как Феофилатовское Литвиново, в 1519 году — Литвиновское, позднее закрепилось название Литвиново. Название связано с некалендарным личным именем Литвин.

## География

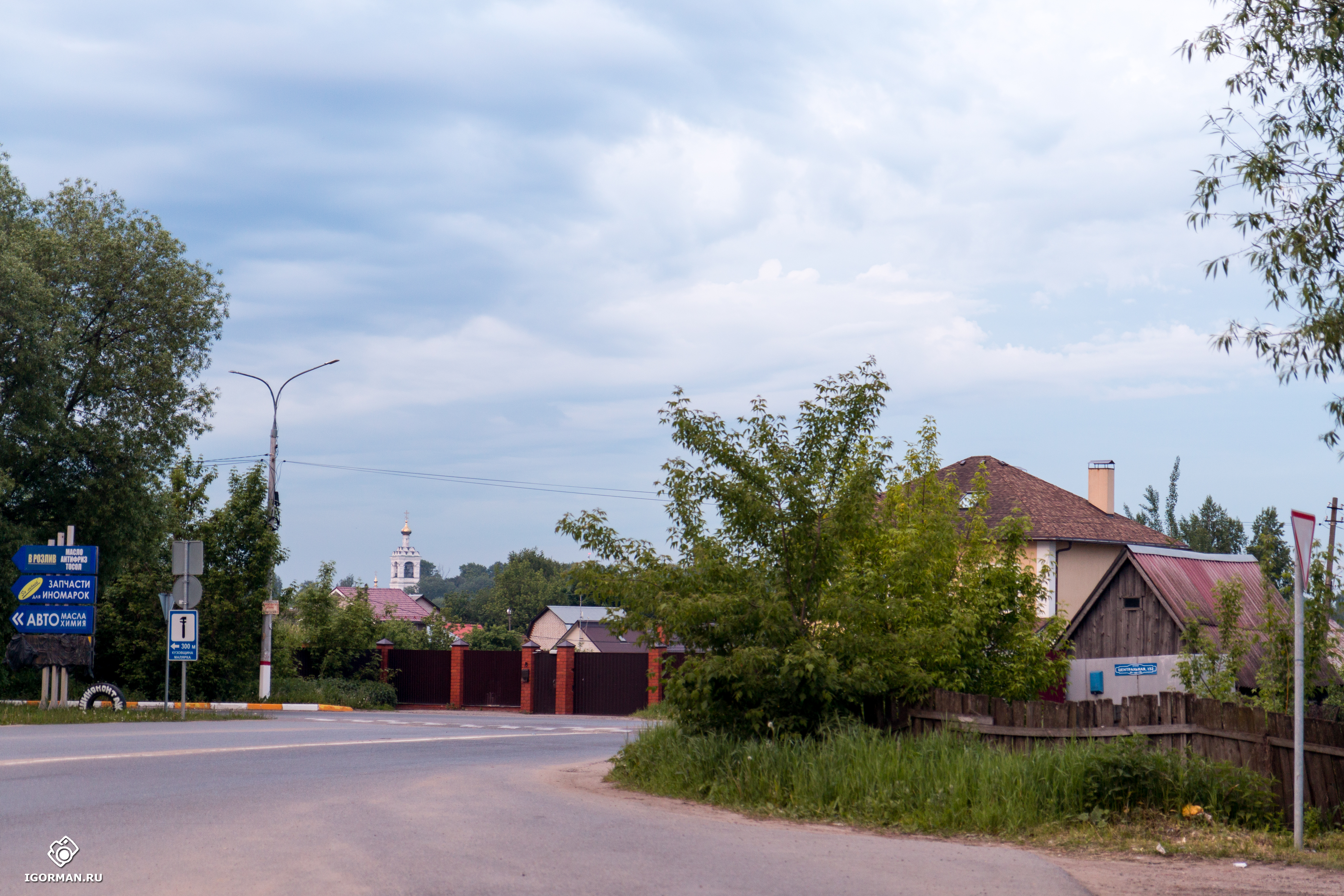
Деревня Литвиново (вид на храм в с.Загороново)

Деревня Литвиново расположена в восточной части Раменского района, примерно в 5 км к юго-востоку от города Раменское. Высота над уровнем моря 115 м. Рядом с деревней протекает река Дорка.
В деревне 13 улиц — Березовая, Гагарина, Гаражная, Железнодорожная, Заречная, Лесная, Луговая, Мира, Овражная, Полевая, Свободы, Сосновый тупик, Центральная; 2 переулка — 1-й Лесной и 2-й Лесной; приписано 2 ДНТ, 2 СНТ, ГСК и территория Литвиново-2.
Ближайший населённые пункты — посёлок Дубовая Роща и село Загорново.

## История
В 1926 году деревня являлась центром Литвиновского сельсовета Раменской волости Бронницкого уезда Московской губернии.
С 1929 года — населённый пункт в составе Раменского района Московского округа Московской области.
До муниципальной реформы 2006 года деревня входила в состав Сафоновского сельского округа Раменского района.

## Население
| 1926 | 2002 | 2010 |
| ---- | ---- | ---- |
| 496  | ↘481 | ↗540 |

В 1926 году в деревне проживало 496 человек (224 мужчины, 272 женщины), насчитывалось 98 хозяйств, из которых 84 было крестьянских. По переписи 2002 года — 481 человек (209 мужчин, 272 женщины).